# Bat (mitologia)
Bat és una deessa celeste, associada a la fertilitat, en la mitologia egípcia.

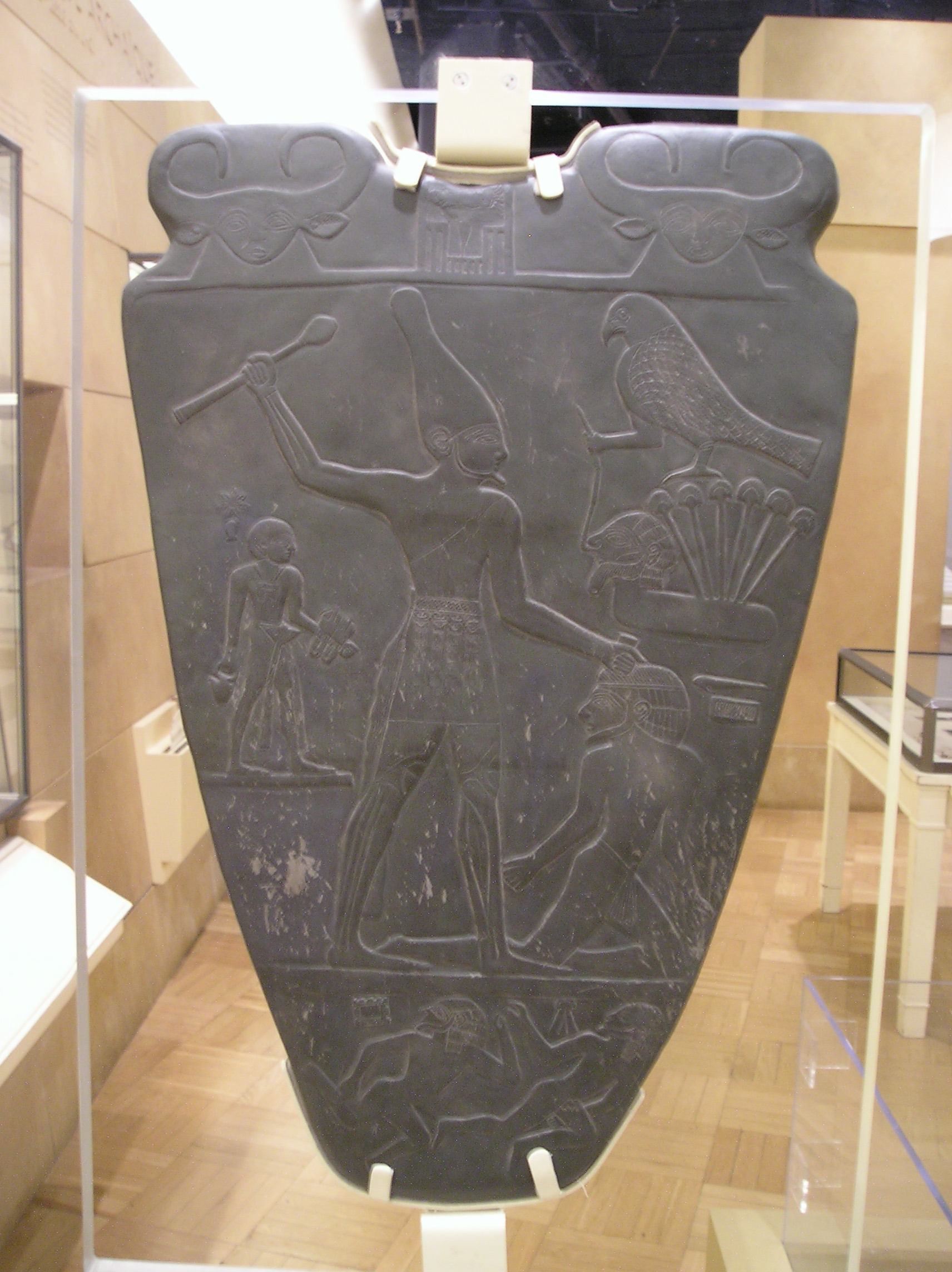
Bat representada a dalt de la paleta de Narmer

## Iconografia
Es va representar com a dona amb orelles i banyes de vaca que portava un tocat amb dues varetes enrotllades cap a dins que després es transformaria en un sistre.
En les imatges en dues dimensions, ambdues deesses Hathor i Bat són sovint representat amb el rostre tornat cap endavant, i no en el perfil com els altres déus. Aquesta podria ser la de fomentar el paper d'aquestes deesses com a testimonis que tot ho veu, deesses del sol. Fins i tot les deïtats antigues com Wadjet, es mostren a la part davantera.

## Mitologia

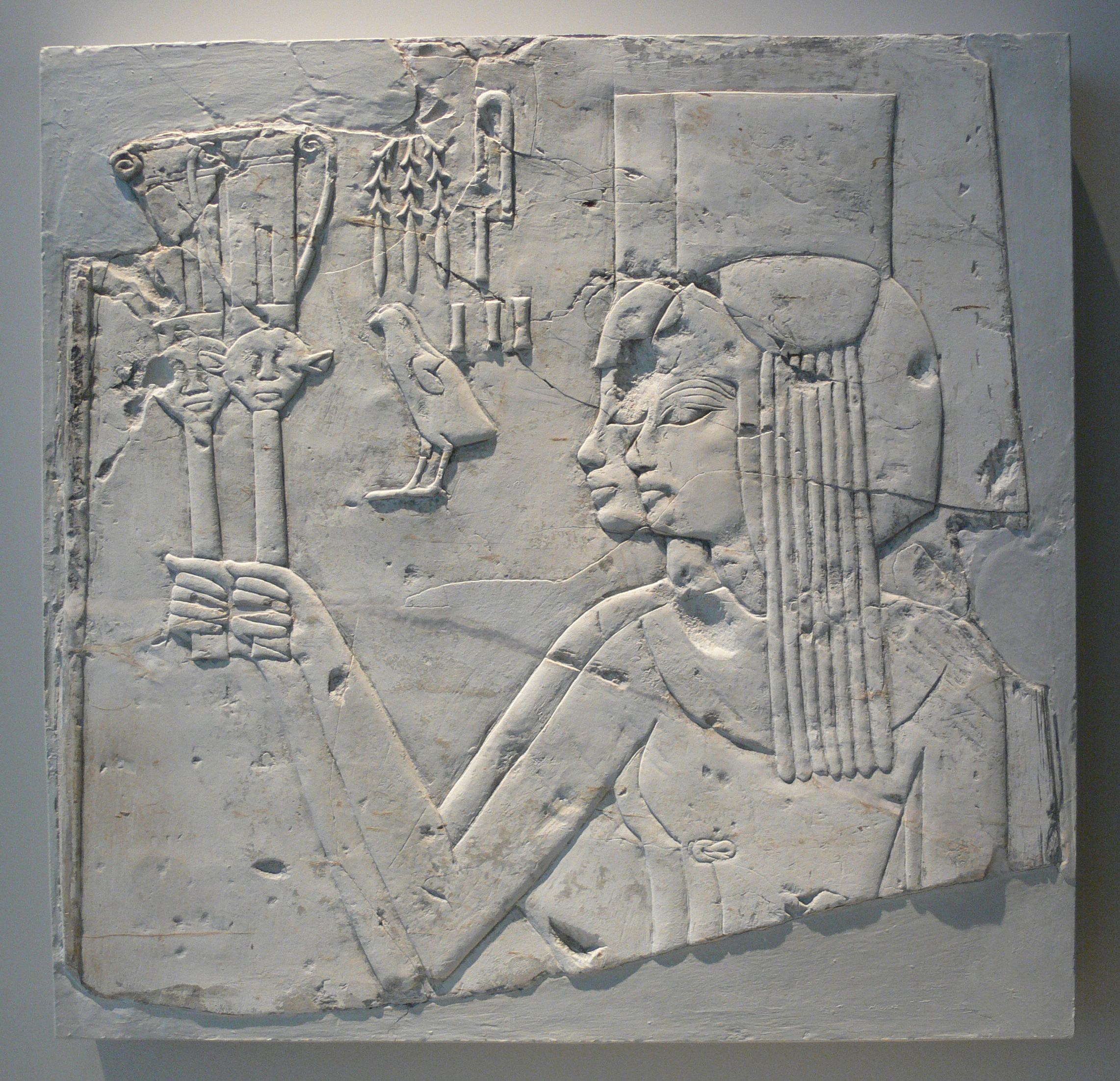
Bat portant sistres

Deessa celeste molt antiga, que ja figura a la paleta de Narmer i en els Textos de les Piràmides. Va romandre en el panteó egipci com deïtat secundària, ja que molt aviat va ser fusionada amb Hathor. El seu animal sagrat era la vaca, en relació amb Hathor. A partir de l'Imperi Mitjà es troba representada en el sistre seshesh.
La majoria dels noms de la deessa inclouen clares referències a la naturalesa del boví, com Gran Vaca Salvatge, que també es diu Bat, l'origen es desconeix, han fet diverses suposicions que simbolitzen el que és un bat de poder, observa el passat i el futur, o que podria simbolitzar les dues ribes del Nil, o fins i tot simbolitzen les dues parts d'Egipte unides l'Alt i el Baix Egipte. Fins i tot en forma humana, el seu rostre és el doble, ja que el morro de la vaca té un lloc d'honor de la corona.

## Culte
Com a deessa del Nomós VII de l'Alt Egipte, va ser venerada en la seva capital, Hut-Sejem (Diòspolis Parva)